# Снигирёв, Николай Михайлович
Николай Михайлович Снигирев (род. 10 июля 1940, село Андреево-Ивановка, теперь Николаевского района Одесской области) — советский партийный деятель. Депутат Верховного Совета УССР 11-12-го созывов. Член ЦК КПУ в 1986—1990 г.

## Биография
Родился в семье служащего.
В 1958—1969 г. — слесарь, техник-технолог, инженер-конструктор, секретарь комитета комсомола Одесского завода тяжелого краностроения имени Январского восстания.
Окончил Одесский политехнический институт, инженер-механик.
В 1965 году вступил в КПСС.
В 1969—1977 г. — заместитель секретаря партийного комитета КПУ Одесского завода тяжелого краностроения имени Январского восстания; секретарь парткома КПУ, 1-й заместитель директора — главный инженер научно-производственного объединения «Одессахолодмаш».
В 1977—1983 г. — 1-й секретарь Ильичевского районного комитета КПУ города Одессы; заведующий отделом промышленности Одесского областного комитета КПУ; инспектор ЦК КПУ.
В 1983—1990 г. — 2-й секретарь Одесского областного комитета КПУ.
С 1994 — работает в коммерческих структурах: технический директор совместного предприятия «Интервиндоу», директор общества с ограниченной ответственностью «Джасни» и др.